# هيلين جوزيف
كانت هيلين بياتريس جوزيف (المولودة بلقب فينيل) (8 إبريل 1905 – 25 ديسمبر 1992) ناشطة جنوب إفريقية مناهضة للأبارتايد (الفصل العنصري). وُلدت هيلين في ساسكس، إنجلترا، وتخرجت بشهادة في اللغة الإنجليزية في جامعة لندن في عام 1927 ثم غادرت إلى الهند، حيث درّست لثلاث سنوات في مدرسة ماهبوبيا للبنات في حيدر آباد. غادرت الهند قاصدة إنجلترا عبر جنوب إفريقيا في نحو عام 1930. لكنها استقرت في ديربان، حيث التقت بطبيب أسنان هو بيلي جوزيف وتزوجت منه، وطلقته فيما بعد.

## نشأتها
وُلدت هيلين جوزيف تحت اسم هيلين بياتريس ماي فينيل في عام 1905 في إيزبورن قرب ميدهارست، غرب ساسكس، إنجلترا، ابنةً لضابط الجمارك والضرائب الحكومي سامويل فينيل. انحدرت هيلين جوزيف من عائلة من الطبقة المتوسطة من البيض. نشأت في أسرة متحيّزة عنصريًا.
ارتادت هيلين في عام 1923 جامعة لندن لدراسة اللغة الإنجليزية، لتتخرج في كلية كينجز لندن في عام 1927. بعد أن درّست في الهند لثلاث سنوات، نوَت العودة إلى الديار عن طريق جنوب إفريقيا. في مدينة ديربان الساحلية، جمعتها علاقة صداقة بدوروثي ستابس، التي كانت معلمة في مدرسة كليفتون (ديربان)، وكان أبوها هاري ستابس مدير المدرسة. وقتما تركت الآنسة ستابس المدرسة لتتزوج، عرض أبوها المكان الشاغر على هيلين جوزيف. درّست في المدرسة في عامي 1930 – 1931. التقت بيلي جوزيف في ديربان وتزوجت منه في عام 1931، وهو طبيب يهودي يكبرها بسبعة عشر عامًا. خدمت في القوات الجوية النسائية المساعدة في الحرب العالمية الثانية بصفة مسؤولة إعلام ورعاية. طلّقت بيلي جوزيف بعد الحرب. تدربت بصفة مرشدة اجتماعية وبدأت العمل في مركز مجتمعي في منطقة ملونة (مختلطة الأعراق) في كيب تاون.

## وقت لاحق من حياتها
في عام 1951، التقت هيلينُ سولي ساكس للمرة الأولى وقتما تقدمت لوظيفة أمين – مدير جمعية المساعدة الطبية لمجتمع ملابس ترانسفال. آنذاك، كان ساكس رئيسًا لاتحاد عمال الملابس. 
لخوفها من الظروف التي يعيشها جنوب الإفريقيين السود، كافحت جنبًا إلى جنب مع الناشطين لتحصل لهم على حقوق أكثر، مثل الرعاية الصحية، وحرية التعبير، والمساواة العرقية وحقوق المرأة. كانت عضوًا مؤسسًا في كونغرس الديمقراطيين، وواحدة من القادة الذين قرأوا بنود ميثاق الحرية في كونغرس الشعب في كليبتاون عام 1955. مذعورةً من محنة النساء السود، لعبت دورًا محوريًا، إلى جانب ليليان نغويي، في تشكيل اتحاد نساء جنوب إفريقيا. في قيادته، ترأست مسيرة من 20.000 امرأة في 9 أغسطس 1956، إلى مباني الاتحاد في بريتوريا للاحتجاج على قانون الاجتياز. ما زال هذا اليوم مُحتفلًا به باعتباره يوم المرأة الوطني.

### محاكمة الخيانة والحجز المنزلي
لم تمرّ معارضة جوزيف للدولة على نحو غير ملحوظ وكانت مدعى عليها في محاكمة الخيانة لعام 1956. أعلنت القاضي رومف: «بناء على كل الأدلة المقدمة لهذه المحكمة وعلى نتائج الحقائق التي توصلنا إليها، من المستحيل لهذه المحكمة أن تخلُص إلى استنتاج مفاده أن الكونغرس الوطني الإفريقي قد اكتسب أو تبنى سياسة للإطاحة بالدولة عبر العنف، أي بمعنى أن الجماهير يجب أن تكون مستعدة أو مشروطة بارتكاب أعمال عنف مباشرة ضد الدولة».